# Bahnhof Strasburg (Uckerm)
Der Bahnhof Strasburg (Uckerm) ist ein Durchgangsbahnhof in der Stadt Strasburg (Uckermark) im Landkreis Vorpommern-Greifswald. 1867 ging er in Betrieb. Später entwickelte der Bahnhof sich zu einem Knotenpunkt, da neben der durchgehenden Hauptbahn von Stettin nach Neubrandenburg auch die Bahnen aus Wittenberge und aus Prenzlau in Strasburg endeten. Letztere Strecke besaß anfangs einen eigenen Bahnhof, den Kreisbahnhof, der sich ca. 100 Meter östlich des Staatsbahnhofs befand. Die Züge aus Prenzlau hielten später auch im Reichsbahnhof. Nach 1945 wurde die Strecke aus Richtung Wittenberge zwischen Thurow und Strasburg abgebaut; der Verkehr von und nach Prenzlau wurde im Mai 1995 eingestellt. Heute wird der Bahnhof im Personenverkehr durch die Linie RE 4 zwischen Lübeck und Stettin bedient. Zwei Eisenbahnerwohnhäuser im Bahnhofsbereich stehen unter Denkmalschutz.

## Lage
Der Bahnhof Strasburg befindet sich am Streckenkilometer 60,2 der Strecke von Stettin nach Bützow und war Endpunkt der anderen beiden Strecken aus Wittenberge und Prenzlau. Er liegt ungefähr 400 m nördlich des Stadtkerns und grenzt an die Straßen Haus am Bahnhof und Bahnhofsstraße. Die Grenze zum Bundesland Brandenburg ist etwa 2 km entfernt. Die nächste Station in Richtung Osten ist das ca. 8 km entfernte Blumenhagen und rund 12 km westlich liegt der Bahnhof Oertzenhof.

## Geschichte
Nachdem 1864 die Angermünde-Stralsunder Eisenbahn und auch die Strecke bis Pasewalk fertiggestellt waren, zog sich die Aufnahme des Verkehrs auf der restlichen Strecke noch etwas mehr als zwei Jahre hin. Grund dafür war die Staats- und Zollgrenze zwischen Preußen und Mecklenburg und somit auch unterschiedliche Interessen der beteiligten Bahnverwaltungen: der Berlin-Stettiner Eisenbahn-Gesellschaft und der Mecklenburgischen Friedrich-Franz-Eisenbahn. Zum 15. Dezember 1866 waren auf der Strecke von Pasewalk nach Strasburg sowohl die Strecke und deren Bahnhöfe betriebsbereit. Am 1. Januar 1867 kam es zur Eröffnung des Strasburger Bahnhofs. Bis zum 4. Februar 1911 trug die Betriebsstelle die Bezeichnung Strasburg i. d. U. (Strasburg in der Uckermark). Sowohl die preußische als auch die mecklenburgische Bahnverwaltung waren im Bahnhof tätig. Als der Verkehr weiter bis Woldegk am 1. Oktober 1893 aufgenommen wurde, fuhr auch das Verkehrsunternehmen Mecklenburgischen Friedrich-Wilhelm-Eisenbahn den Bahnhof an. Nach zwei weiteren Wochen verkehrten auf diesem Abschnitt auch Güterzüge. Seit dem 2. Dezember 1902 endeten auch Züge der Prenzlauer Kreisbahnen in Strasburg, jedoch in dem separaten, etwa 100 m entfernten Kreisbahnhof. Die anderen drei Bahngesellschaften nutzten den noch heute vorhandenen Bahnhof. Durch ein Verbindungsgleis waren beide Betriebsstellen miteinander verbunden. Am 1. Januar 1941 übernahm die Deutsche Reichsbahn den Betrieb auf dem Streckenabschnitt von Neustrelitz über Woldegk bis Strasburg, der aber 1945 als Reparationsleistung abgebaut wurde.
Die Deutsche Reichsbahn übernahm 1950 auch den Betrieb auf den Privat- und Kleinbahnen. Somit gehörte die Strecke von Prenzlau nach Strasburg verwaltungsmäßig auch zur Reichsbahn (DR). Diese Züge nutzten von nun an auch den Reichsbahnhof. Der Kreisbahnhof war nur noch für innerbetriebliche Zwecke vorgesehen, z. B. Fahrzeugabstellung und Rangierdienst. Für die Reisenden entfiel damit auch der Fußweg zwischen den beiden Stationen.
Im Kreisbahnhof waren von 1950 bis in die Mitte der 1950er-Jahre größere Menge an Lokomotiven abgestellt. Diese dienten zu Reparationsfahrten der Sowjetunion. Die Lokomotiven wurden durch das Bahnbetriebswerk Pasewalk durchgehend personell bewacht. Die Beschäftigten waren auch für den Schutz und die Pflege der Fahrzeuge zuständig.
Vom 1. Mai 1951 bis zum 28. Februar 1996 hieß die Station Strasburg (Meckl). Das alte Wärterstellwerk wurde am 8. Dezember 2007 aufgelassen.

### Verkehrsaufkommen
Strasburg besaß volle Abfertigungsbefugnisse im Binnen- und internationalen Güter-, Personen-, Gepäck- und Expressgutverkehr.
Bis 1990 konnten im Personenverkehr, vor allem im Schüler- und Berufsverkehr, sehr hohe Zahlen verzeichnet werden. Dies ist heute nicht mehr der Fall. Jährlich frequentierten etwa 60.000 Reisende den Bahnhof. Den ehemaligen Kreisbahnhof nutzten etwa 13.000 bis 15.000 Fahrgäste. In den letzten Jahren wies die Strecke nach Prenzlau noch sporadisch Güterverkehr auf, um ein Unternehmen im Landhandel zu bedienen.
Im Güterverkehr wurden in erster Linie land- und forstwirtschaftliche Erzeugnisse, Molkereileergut und Einzelsendungen von Unternehmern und Privatpersonen befördert. Was im Bahnhof ankam, waren Brenn- und Baustoffe, Milch und zur Erntezeit Produkte zur Weiterverarbeitung.

## Anlagen

### Bahnsteige und Gleise

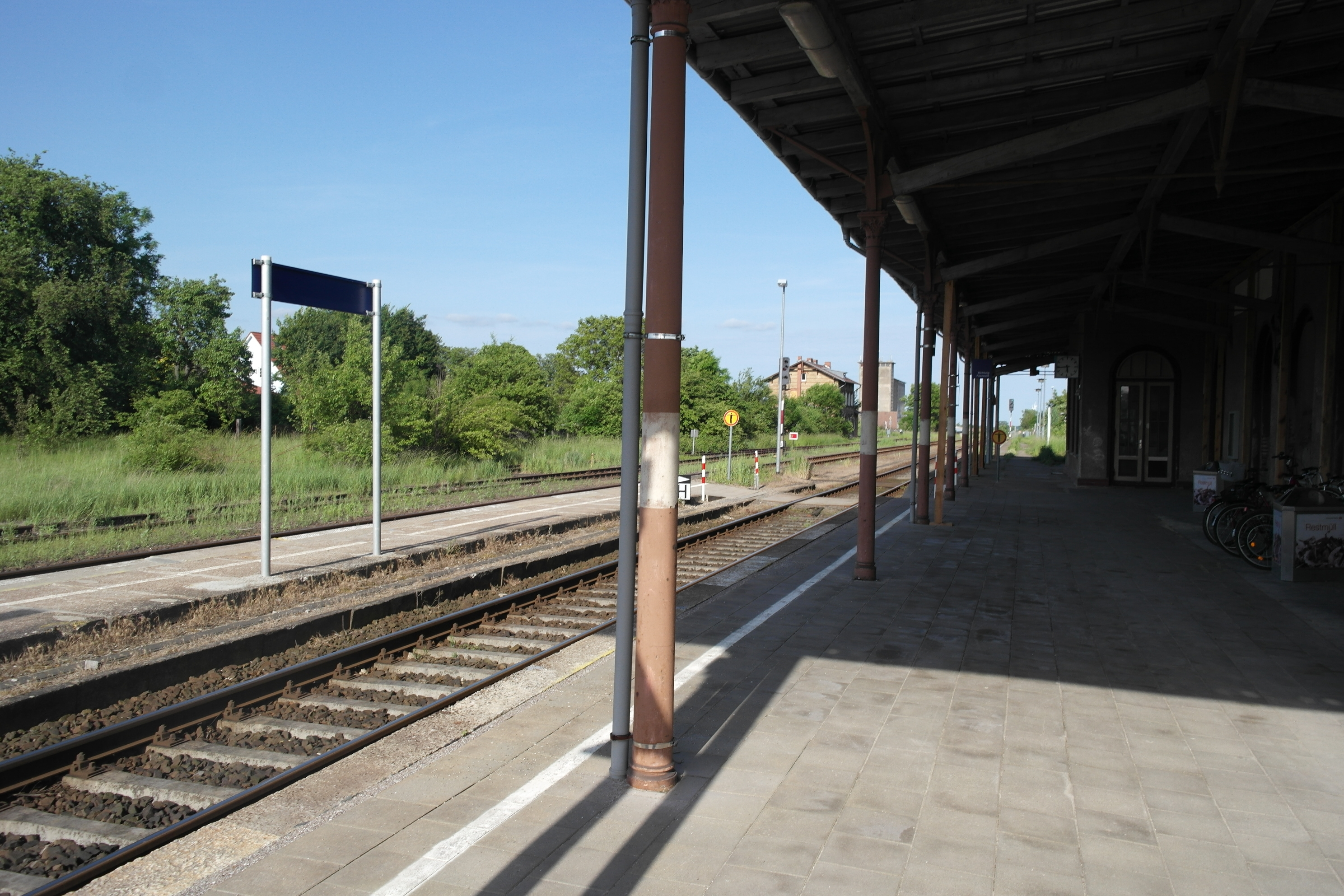
Bahnsteige vor dem letzten Umbau

Zu Spitzenzeiten verfügte der Reichsbahnhof über vier Hauptgleise, die zusammen länger als drei Kilometer waren. Der Mecklenburgischen Friedrich-Wilhelm-Eisenbahn gehörte eines davon. Zudem gab noch 13 weitere Nebengleise. Hinzu kamen noch ein zuglanges Ausziehgleis und zwei besondere Übergabegleise zu einer Zuckerfabrik. Der Fahrdienstleiter und der Wärter steuerten den Zug- und Rangierbetrieb und bedienten die zwanzig Weichen und neun Hauptsignale.
Für den Personenverkehr waren an drei Gleisen bis zu 280 m lange Bahnsteige vorgesehen. Bis zum Umbau mit einem Mittelbahnsteig hielten die Züge zuletzt am Hausbahnsteig und an einem Zwischenbahnsteig.

### Empfangsgebäude
Im Empfangsgebäude waren eine Fahrkartenausgabe mit Gepäck- und Expressgutabfertigung und auch Diensträume der Bahnhofsverwaltung untergebracht. Im Erdgeschoss befanden sich zudem noch heute mittlerweile geschlossene Bahnhofsgaststätte und weitere Sanitäreinrichtungen. In den oberen Etagen gab es weitere Dienstwohnungen und Abstellräume.

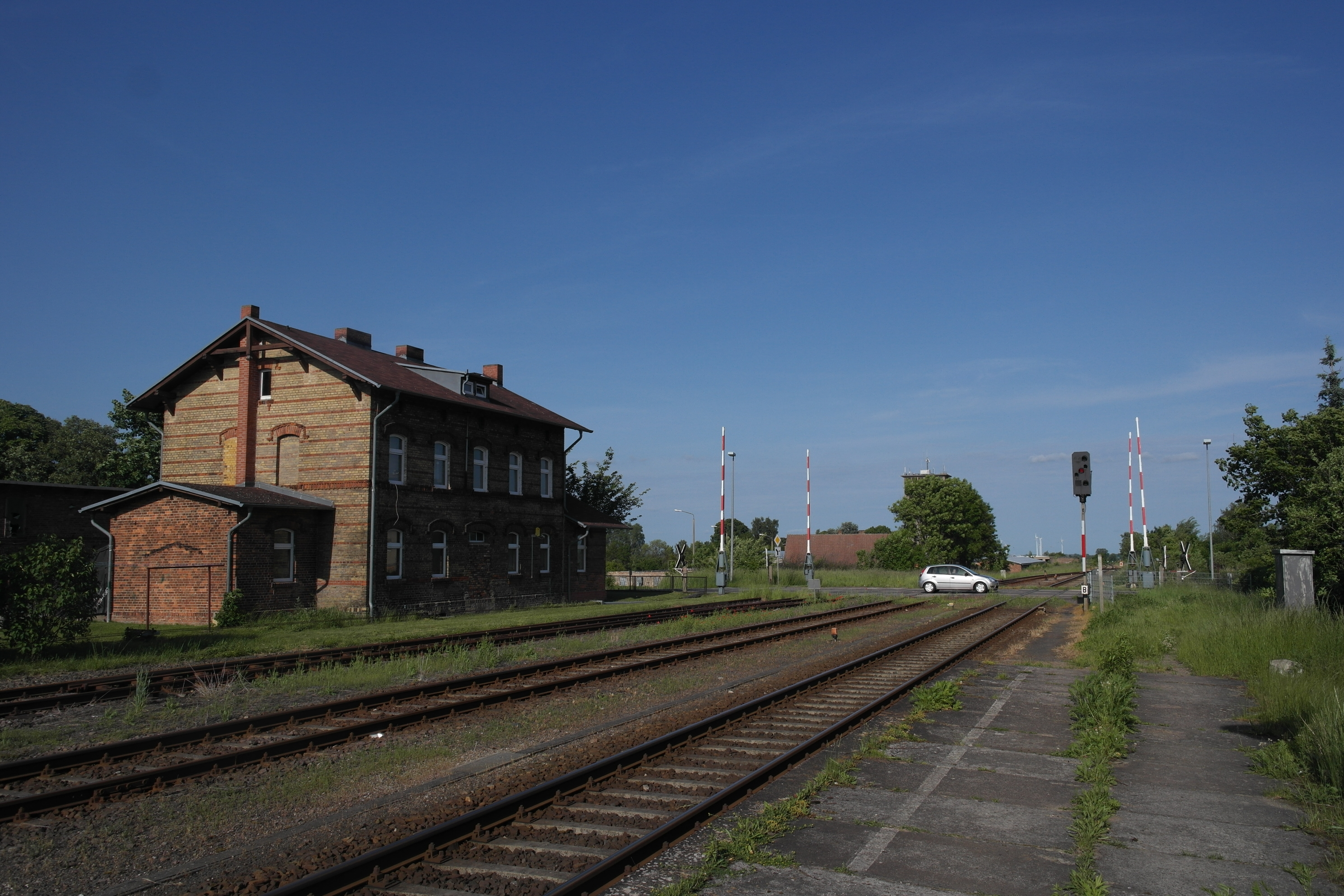
Denkmalgeschütztes Eisenbahnerwohnhaus

### Anlagen zur Güterabfertigung
Für die Güterabfertigung war eine gepflasterte Ladestraße, eine kombiniert Kopf- und Seitenrampe in einer Größe von 35,5 m × 7,4 m mit einer Tragfähigkeit von 60 t und eine Stückguthalle mit einer Grundfläche von 360 m².
Seit den letzten Jahren ist auf der ehemaligen Ladestraße eine Firma für Landschaftsbau, Abriss und Erdarbeiten ansässig.

### Anlagen des Kreisbahnhofs
Da dem Kreisbahnhof eine viel geringere Bedeutung zukam, war er auch viel einfacher ausgestattet. Er verfügte über sieben Gleise, die zusammen zwei Kilometer lang waren. Zwei Gleise waren mit kurzen Bahnsteigen ausgestattet. Außerdem gab es noch eine leichte Kopf- und Seitenrampe. Ein kleines Gebäude war Dienst- und Wohnzwecke vorgesehen. Im Zweiten Weltkrieg wurde zerstört und schon bald danach wieder aufgebaut.

### Kommunikationseinrichtungen
Strasburg verfügte über eine Kleinbasa, die an die Basa in Neubrandenburg und Pasewalk angeschlossen war. Es bestanden zudem über die Basa telefonische Verbindungen zwischen dem Dienstvorsteher, den Bearbeitern für Betrieb, dem Gruppenleiter für Verkehr des Bahnhofs, dem Fahrdienstler, der Fahrkartenausgabe, der Güterabfertigung, dem Wagendienst, der Bahnmeisterei Neubrandenburg, dem Arbeiteraufenthaltsraum, den Werkstätten, der Signal- und Fernmeldemeisterei Neustrelitz und vorhandenen Wohnungsdienstanschlüssen.
Mit in die Basa eingeschaltet waren der Abschnittsbevollmächigte der Transportpolizei und der Kreistransportbeauftragte beim Rat des Kreises. Zur Zeit der Lokomotivwache im Kreisbahnhof war diese auch mit Telefonanschluss ausgestattet. Außerdem war noch ein Fernsprechanschluss ans Netz der Deutschen Post und Telekom gegeben.

### Weitere Anlagen
Der Reichsbahnhof war außerdem noch mit Strecken- und Bahnhofsblockanlagen ausgestattet.
Ein Wasserturm und ein Wasserkran dienten zu Zeiten des Dampflokomotivbetriebs für die Versorgung der Züge mit Speisewasser.

### Weitere Dienststellen außerhalb des Bahnhofs
Strasburg verfügte auch noch über Dienststellen und Außenposten außerhalb des Bahnhofs, die für die Instandhaltung der Sicherungs- und Fernmeldeanlagen zuständig waren. Zur sicheren Abwicklung des Verkehrs existierte in Strasburg eine Bahnmeisterei, die für Arbeiten an Oberbau und Strecke sorgte. Später wurde diese in einen Streckenmeisterbezirk umgewandelt.

## Anschlussbahn
Ein Getreidewirtschaftsunternehmen betrieb einst eine 1030 m lange Anschlussbahn. Für innerbetriebliche Rangierarbeiten war dort eine kleine Diesellokomotive im Einsatz.

## Anbindung
Der Bahnhof Strasburg wird durch die Regional-Express-Linie 4 bedient. Diese verkehrt stündlich zwischen Bützow (alle zwei Stunden von Lübeck Hauptbahnhof) und Pasewalk. Alle 120 Minuten fahren die Züge weiter bis Szczecin Główny.